# モノポリーの戦略
モノポリーの戦略（モノポリーのせんりゃく）とは、モノポリーにおいて勝ち残るための具体的な戦略と戦法などの紹介である。

## 少人数戦（3 - 4人）の戦略

### 性質
3 - 4人でのプレーは場に流通している現金の量が少ない事が最大の特徴である。このため、土地の購買力が低く、GOマスによって新たに場に流通する現金も少ない。
さらに総資産が最初の時点で3人の場合だと4,500ドル(4人の場合は6,000ドル)にしかならない。このため、1周目に大きく出遅れをとったり、2 - 3周目に購入の機会に恵まれなかったとしても土地が開始直後にほぼ出揃ってしまうという事態には陥らない。よって、少人数戦は交渉力が問われる展開になる。
また、少人数戦の場合には自力独占する可能性が比較的高くなるが、トップを独走するプレーヤーに対して他のプレーヤーが協力して対抗することで対処は可能である。

### 序盤戦略
少人数戦の場合、場にある現金が少ないため、止まった土地を定価でとにかく買っていくという戦略はあまり有効ではない。
このため、転売で利益を得るという方法は通用しにくい。権利書によっては競売にかけるという選択肢も考慮すべきである。
さらにプレーヤーの数が少ないことは収益の期待値が下がることにつながり、公共会社（電力・水道）や鉄道の価値も相対的に下がることになる。
また、少人数戦は土地を買いすぎてしまい現金不足になることもある。土地を抵当に入れて土地を買うということを繰り返すとレンタル料を得る機会を減らすことになる。

### 中盤戦略
人数が少ないことから、交渉で出遅れたり孤立したりしたプレーヤーが割りを食うゲーム展開になる。
よって、いち早く独占が達成できれば残りのプレーヤーに対して優位に立つことができる。
出遅れたプレーヤーが独占に向かっても高いコストを支払わなければならず不利なので、2位以下のプレーヤーとトップ攻撃などで協力して低コストで参入できる機会を作ることが必要である。

### 終盤戦略
少人数戦は、序盤から中盤においては比較的ゆったりとした展開だが、終盤戦は熾烈な戦いが繰り広げられる。基本的に家のある土地以外は抵当に入れて家の建設費やレンタル料の支払いに充てており、あとはサイコロの振り合いという状況になる。高額の負債を抱えても場に現金がないことが多いため救済されることはほとんどない。
数か所のカラーグループに渡って土地と家を持っているプレーヤーは収益を高めるためにあえて家を売却することで家やホテル建設資金を得て、1か所のカラーグループに家を集約させて勝負するという戦法も行われる。

## 通常人数戦の戦略

### 性質
通常人数戦（5 - 6人）では、場に現金が多すぎない程度に存在しバランスの取れたゲームとなる。しかし、スタート順の遅いプレーヤーはスタート直後のライトブルーやライトパープルなどが買えない可能性がある。まれに開始からほとんど土地を買うことができない場合もあるが、土地を買っていない分現金を持っているのでそれを有効活用することで戦っていくことができる。通常人数戦は交渉力以外に戦略が問われる展開となる。

### 序盤戦略
通常人数戦では序盤は28の土地（カラーグループ22、鉄道4、公共会社2）を巡って権利書の購入が繰り広げられる。よって、「有力となりそうな権利書を買えるか」が重要であるが、こればかりはサイコロ次第である。
基本的に所有者のいない土地は購入すべきである。ただし、グリーンはどのような人数条件でも活躍することが難しいため、競売にかけてもよい。
自力独占はほとんど起こらず、同じカラーグループの土地がプレーヤー間で持ち合いになってしまうことが多い。
特に三者間での土地の持ち合いになると利害が複雑になるため交渉が進みづらくなる。このため、交渉は二者間の利害が一致するところから進めていくとよい。
また、刑務所に入って出遅れた場合は刑務所にとどまらず、すぐに出所して少しでも遅れを取り戻すべきである。

### 中盤戦略
少人数戦と同様に早く独占することでレンタル料を得る機会が多くなるが、1か所の独占が呼び水となることで次々と交渉が行われ複数の箇所で独占が起こることもある。
交渉に出遅れたプレイヤーの立ち回り方としては鉄道を揃えて他のプレーヤーの状況の変化を待つ、現金不足や家の建設資金が必要なプレーヤーから安く土地を購入することで低コストでの参入を図る、などがある。

### 終盤戦略
すでに数名のプレーヤーが破産し、追加経営やホテルの建設が行われている状況である。
終盤はトップが独走し勝ちを確定させる前に他のプレーヤーが協力してトップを攻撃する。
とはいえ、レンタル料の免除や無償の現金贈与などはルール上不可能なため、家つきの土地の高いレンタル料に対して権利書数枚と相殺して家の売却を回避したり、権利書を売買することで家の建設を支援したりすることによって協力を行うことが可能である。
協力体制は自分の土地で他のプレーヤーからレンタル料を取ることや破産させることで得られる資産が協力で得られるメリットよりも大きくなるなど展開次第で解かれることがある。具体的には自分が現金を必要とするため相手の家を残す状況にない場合や、高額なレンタル料に対して権利書を引き取って肩代わりすることができないと判断したりした場合である。また、トップが入れ替わった場合は新たな協力体制が築かれることになる。
最終的には一騎討ちになるが、それまでにトップに対抗できるプレーヤーを破産させていると消化試合になる場合もある。

## 戦術

### 交渉方針
- 積極交渉

交渉で権利書の交換などを積極的に行うことによって他のプレーヤーよりも早く二者間または三者間で独占し、他の独占していないプレーヤーに対して優位に立つ。当面は同時に揃えたプレーヤー以外に対しては一方的な攻撃が可能になる。また、他の独占していないプレーヤーに対しては交渉の主導権を握り、独占させるかわりに現金などの見返りを求めることが可能である。争う相手を絞って先手を取ることができる、制限時間内でのモノポリー勝ちがしやすいなどの理由で公式大会においては主流の戦術である。
- 消極交渉

交渉で相手から妥協してくるのを待つ。1人で権利書を多く持った場合にこの方針が採られやすい。また、意図的に誰かを先行して独占させ、他のプレーヤーの焦りを誘うということも併せて行うこともある。ただし、相手の妥協に固執していると交渉から取り残されたり、他のプレーヤー同士による交渉が成立したりするなど、一方的に支払いを続けることになる危険性もある。長期戦向けであるため、制限時間内にモノポリー勝ちをすることが求められる公式大会では不向きな戦術である。

### 戦法

#### 家止め(いえどめ)
家の在庫は全部で32軒あり、売り切れてしまうとそれ以上家を建てられない。また、同じカラーグループに全てホテルを建設している状態でレンタル料が支払えずにホテルを売らなければならないとき、家の在庫が全くないとたとえ家1軒分程度の現金不足であっても家に戻すことはできない（この場合、そのカラーグループに建てている全てのホテルを売却し更地まで戻さなければならない）。このため、家を建てる現金はあるが家が建てられないという封殺状態になる。
このルールを利用して、家の建設費が安いブラウン・ライトブルーなどのカラーグループに家を多く建てて家の在庫を減らし、相手の家の建設を防いだり、逆転を狙ったりする作戦がしばしば用いられる。これを家止めという。
例えば、3か所の土地からなるカラーグループAに家4軒ずつ(計12軒)の家を建て、さらに別のカラーグループBに家4軒ずつ(計12軒)、合計24軒の家を建てると家の在庫は8軒になる。このため、他のプレーヤーによる家の建設を抑えたり防いだりする目的で、家4軒ずつの状態からあえてホテルにしない作戦が可能である。
場合によっては全てホテルの状態からホテルを売却し家4軒に戻すことも戦術の一つである。
ただし、ルール上、負債によってではなく自分の意思でホテルを売却する時はいったんホテルを全て売却しなければならないのでホテルから家4軒に建て直すには逆に資金が必要になる。よって、コストをかけても家止めをするだけのメリットがあるときに実行される。
なお、相手がオレンジ〜グリーンに9軒以上の家を建てており、かつ現金も持っている場合、ライトブルーの家12軒などでは全く歯が立たないので、家止めはほぼ無意味である。状況を見てホテルを建てるか、より収益力の高い土地の獲得を目指すべきである。

#### 鉄道の抵当の出し入れによるレンタル料を得る機会の増加
「手持ちの現金が50ドル、鉄道を4枚持っているがB&O鉄道以外の3枚が抵当に入っており、かつ物品税の位置にいる他のプレーヤーがサイコロを振る」という状況とする。
このままでは次にリーディング鉄道に止まっても200ドルのレンタル料は得られないが、相手がサイコロを振る前にB&O鉄道を抵当に入れて100ドルを受け取り、手持ちの現金10ドルと合わせることでリーディング鉄道の抵当を解除することができる。
なお、相手がリーディング鉄道に止まらなかった場合はさらにリーディング鉄道を抵当に入れ、ペンシルバニア鉄道の抵当を解除することでレンタル料を得る機会が増える。手持ちの現金が10ドル未満になるまで繰り返し使える効果的な戦法である。

#### 救済
レンタル料の支払いによって家やホテルを売却せざるをえない、もしくは仮破産になったプレーヤーがいる場合に、第三者のプレーヤーが交渉によって権利書を購入(=負債の全部ないし一部を負担)することによって家を残したり債権者に権利書が移動したりすることを防ぐ方法。家やホテルを残すことでトップ目に対抗できる余地を残したい、破産による権利書の移動で追加経営を阻止したいという理由で行われる交渉。特に家の売却の可能性のある場面や仮破産の場合は何も手を打たなければパワーバランスが大きく変化するため、救済を行うことは極めて重要である。

#### ゼロ救済
仮破産になったプレーヤーに対し、負債全額を負担する代わりに手持ちの権利書と現金を全て受け取る(形式的には仮破産者の手持ち現金の不足分を第三者が購入した権利書の代金で全額支払うということになる)という交渉の条件。有力な権利書を持たないプレーヤーが破産を回避するために提示もしくは受諾可能な最後の条件である。ゼロ救済の名前の通り手元に何も残らないため、ここからの逆転の可能性は極めて低いが、時間制限があり、かつモノポリー勝ちを重視するゲームの場合には生き残ることでトップに与える影響は少なくない。

#### 経営転換
より収益を上げるために現在所有しているカラーグループと他のプレーヤーの持つカラーグループを交渉によって交換すること。誰か1人が多額の現金を持っているものの決定打とならない場合はこれによっていったん場を仕切りなおすという意味合いもある。
1. よりレンタル料の高いカラーグループへの転換　例：ホテルの建設で大量の現金を得たライトブルーを他のプレーヤーのレッドと交換する。
2. より止まる確率の高いカラーグループへの転換　例：止まる確率の低いダークブルーを止まる確率の高いオレンジと交換する。
3. より建設コストの低いカラーグループへの転換　例：イエローの経営に失敗したため建設コストの低いライトブルーと交換する。
4. カラーグループの経営から撤退し再起を図る　　例：ライトブルーの経営に失敗したため投資せずに収入が得られる鉄道4枚と交換する。

## カラーグループ論

### ブラウン(旧ダークパープル)
盤上で最も安い土地。わずか500ドルの投資でホテル2軒が建つため、手軽な現金稼ぎや中盤以降の家止めに使われることが多い。序盤に揃える場合だと400ドル前後の現金での売買や同額相当の権利書と交換される。
安価ではあるが2か所しか土地がなく、「GO」の直後に存在するためチャンスカードによる移動や「刑務所に行け」の影響を受け、安定した収入源とはなりにくい。
このため中盤以降、他のカラーグループが揃うと力不足となるので、いかに序盤に金を稼げるかが勝負となる。オレンジ〜ダークブルーあたりが揃い始めると一気に不利になるので、できれば有力色の権利書を数枚持って、場が動きにくくして経営するのが理想。それができない場合は相手に売ってしまえば間違いはない。

### ライトブルー
盤上では2番目に安いカラーグループ。ブラウンと同じく家が1軒50ドルと安価で建ち、ホテルのレンタル料が550 - 600ドルとそこそこ高いため、序盤から終盤まで安定した威力を発揮する。序盤に揃える場合、家が9軒または12軒建つ条件（450ドル残し／600ドル残し）がひとつのボーダーラインとなる。
運が良ければ1,000ドル以上の収益を上げることも可能だが、オレンジ以降のレンタル料の高い土地が揃うと不利になる。また、刑務所より前の土地なので止まる確率も低く、レンタル料もオレンジ以降と比べると安いので、ライトブルーの経営だけで勝ちきるのは困難である。
現金がある程度得られた場合は止まる確率やレンタル料の高い他の土地への経営転換も考慮すべきであり、カラーグループの経営に失敗した他のプレーヤーに対してある程度の現金とライトブルーを出して権利書を交換することで収入の増大を図りたい。
経営転換直後はレンタル料がライトブルーのホテルに及ばないこともあるが、増築でレンタル料が増える余地があるので、ライトブルーからの経営転換は十分に有効である。

### ライトパープル
盤上で3番目に安いカラーグループ。家の建設費が1軒100ドルであるため、50ドルで家1軒建つライトブルーと比べると費用対効果で劣る。また、オレンジと比べても確率・レンタル料の両方の面で劣る。しかし、チャンスカードの移動が不利に働くことは少ないため、止まる確率が特に低いわけではない。また、オレンジよりも権利書の価格が安く、さらに交渉でオレンジよりも譲ってもらえる場合が多いため、必ずしもオレンジよりも不利とは言えない部分もある。家3軒ずつの状況にできるかどうかが勝負の分かれ目となることが多い。前述のマイナス要素のため、経営失敗した場合は引き取られることがほとんどなく再起を図りにくいので注意が必要である。

### オレンジ
最強のカラーグループといわれる。刑務所から6・8・9マス目という絶好の位置にあり、ゲーム全体において止まる確率は全カラーグループ中トップを誇る。家は1軒100ドルであるため、GOマスの200ドルやあるいは家2軒の収入（200 - 220ドル）で2軒増築できるので、家5軒ぐらいで始めても短い期間で家12軒〜ホテル3軒が建つこともある。またライトパープルはそれだけの経営で勝ちきるのは困難であるが、オレンジはそれだけ経営していても勝つことは十分可能である。序盤に揃えるなら4軒、中盤には5軒建つ条件で揃えるのが一般的。
このため、独占には多額のコストがかかる。また、オレンジを独占したプレーヤーはそれだけで他のプレーヤーの警戒対象となってしまう場合がある。
経営に失敗しても、その価値の高さから引き取られることが多く再起を図りやすい。資金に余裕があるが比較的収入の少ないライトブルーや鉄道、収入が多いが止まる可能性が低いダークブルーなどがオレンジに転換することもあるため、オレンジを放出すると現金や他の物件が手に入るケースは非常に多い。

### レッド
家は1軒150ドルとやや高めだが、刑務所から11 - 14マス目にあるため止まる確率はオレンジに次いで高い。
中盤以降に力を発揮する。中盤に揃えるなら家が5軒程度建つ条件が多い。早々に揃えるなら4軒や、揃うのがやや遅い場合6軒などもある。
注意する点としては、家2軒のレンタル料でほぼ家が2軒（以上）増築できるオレンジ・イエロー・グリーン・ダークブルーと違い、レッドはケンタッキー通り・インディアナ通りは家2軒のレンタル料が250ドルとなっており、家を1軒しか増築できない。レッドを5軒ぐらいで揃える際は、できれば50ドル以上の現金を残して経営したい。
なお、(イエロー〜ダークブルーにも言えることだが)レッドはホテルにしてもレンタル料があまり上がらない。家は12軒に留めておき、残りは現金を残しておくのが無難である。

### イエロー
レッドと比較すると土地の価格やレンタル料が若干高く、止まる確率が若干低い。
しかし、駐車場手前または駐車場の位置から見た場合はレッドよりも止まる確率が高い。
家は1軒150ドルであるがレンタル料は効率よく増えていく。特に家2軒のレンタル料が330 - 360ドルと高めで、家を2軒増築してもお釣りが来るのが大きい。
オレンジはその強さから警戒されるためなかなか揃いにくいが、イエローは他のカラーグループの交渉を活発化させるためにあえて先行させることもあるので先手を取りやすい。
序盤・中盤で家4 - 5軒のスタートでも立ち上がりの経営を軌道に乗せることができればレッド・オレンジ以上の攻撃力を持てるため、他のプレーヤーの脅威となる。
家を9軒建てればレンタル料は十分高額なので10軒以上に増築するのは他に経営する土地がないか、終盤以降に多額のレンタル料の取り合いになってからでも遅くはない。

### グリーン
ダークブルーよりも費用のかかるカラーグループ。独占するために揃える権利書というよりはレンタル料の支払いや家建設のための抵当用の権利書として使われることが多い。
揃えるなら家が5軒建つ条件が理想だが、それでも1,000ドルを必要とするためまとめるのはなかなか難しい。そのため、序盤に1 - 2枚目のグリーンに止まっても競売に出されることが多い。
ただし、他のカラーグループと比べると家が2 - 3軒建っているときのレンタル料はかなり高額である。家が2軒建っている土地に止まれば、レンタル料はほぼ家2軒の増築費用に相当することも大きく、現金がよく回る展開になると力を発揮する。それでもグループ直前に存在する「GO TO JAIL」の影響もあり、オレンジ〜イエローに比べて止まる確率はやや低いため、家5軒＋100ドル程度で始めても勝ちきることはなかなか難しい。
家3軒のレンタル料はイエローよりさらに高額なので、グリーンに10軒以上建てる事はほとんどない。現金が余っていたら、経営転換や追加経営を考慮すべきである。グリーンに4軒以上家を建てるのは、現金があり、他に投資するところがない場合か、逆に家を確保しておくこと自体に価値があるときだけだろう。

### ダークブルー
権利書の定価はボード上で最も高い。土地が2か所しかないので止まる確率は低いが、グリーンよりはまとめやすい。序盤に揃えるなら3軒、中盤以降は4軒建つ条件が一線となるだろう。
レンタル料は圧倒的に高く、ボードウォークなら2軒で600ドル、3軒で1,400ドルとなる。カラーグループを経営しているプレイヤーでさえ仮破産または一発破産させることのできる点が魅力といえる。
ダークブルーで勝つには家3軒のレンタル料（1,100または1,400ドル）を取るのが重要である。一つの土地に4軒以上建ててレンタル料を高額にしても破産した相手からは回収できることがほとんどないので意味はあまりない。止まる確率が低いため、1,000ドル以上のレンタル料を取ったらオレンジ〜イエローあたりに経営転換することが望ましい。破産させたプレイヤーから手に入れた土地に家を建てたり、オレンジの経営に失敗したプレイヤーに対してダークブルーのセットと交換するのが理想的である。
ダークブルーは少ない軒数でレンタル料が高額になるため、トップを走るプレイヤーへの対抗策の意味で揃えさせたり、支援して増築させたりすることもまれにある。例えば、オレンジ全ホテル・現金＋端切れ権利書の抵当額が1,000ドルのプレイヤーでも、ボードウォーク3軒に止まるとオレンジは最大7軒まで減ってしまう。
一発でトップを引きずり下ろすという点では、ダークブルーは有効といえる。
また、チャンスカードに「ボードウォークへ進む」というカードもあるため、非常に警戒される場所である。

### 公共会社(電力・水道会社)
独占してもレンタル料は最大で120ドルとそれほど高くならないため、最も交渉が成立しやすい権利書である。プレーヤーの人数が多いほど収益が期待できるが、逆に少人数になるほど不要になる。
公共会社の価値は序盤が最も高いが終盤になるにつれて低下していく。序盤で揃わなかった場合は破産して権利書が移動するまで揃わないということもよくある。

### 鉄道会社
電力・水道会社と同じく追加投資なしで収入が期待できる。
チャンスに2枚存在し、通常の倍の収入が期待できる「次の鉄道まで進み、通常の2倍のレンタル料を支払う」のカードが何枚出ているか、何枚目の鉄道を揃えようとするかなどの要因で売買価格が変動する。
序盤ほど価値が高く、カラーグループが揃う時期になると価値は下がっていく。特にカラーグループを揃えた人が鉄道を購入した場合、他の人が高額でそれを購入してしまうとそのカラーグループに家が多く建ってしまうので、場合によっては3枚目や4枚目の鉄道でも300 - 400ドル程度でしか取引されないこともある。
4枚揃った鉄道は強いが、支払ったコスト以上の収入が得られる場合とそうでない場合の両極端な結果になることが多い。
交渉で揃える場合は権利書の交換を絡めることで現金の支出を極力減らすとよい。
また、鉄道4枚のみで相手を破産させることは大変難しいので将来的には経営転換を視野に入れておくべきである。

## 土地の有利不利

### 確率的に有利な土地、不利な土地
モノポリーにおいて刑務所の存在は特定の土地に止まる確率に影響を与える。
GO TO JAILのマスなどで刑務所に行くと、ブラウン・ライトブルー・グリーン・ダークブルーは止まる機会が減ることになる。
また、刑務所（刑務所見学）のマスから見てすぐ後の1・3・4マス目に位置するライトパープルに止まる可能性は約14%と低い。
刑務所から1回目で6・8・9マス目に位置するオレンジに止まる可能性は約39%と高い。
レッドは刑務所から11・13・14マス目に位置するため、2ターンで止まる確率が比較的高い。
なお、イエローはGOから見て22マス目にチャンスのマスがあるため、オレンジ・レッドと比較すると止まる確率はカード次第で低いほうに変動するが、それでも止まる可能性はやや高い。
確率的にはオレンジ・レッド・イエローの3色が有利な土地といえる。

### 投資効率
ライトブルーは750ドルの費用でホテル3軒が建つ。同じ額をライトパープルに使った場合は家7軒が建ち、50ドルが残る。
1度止まった場合のレンタル料を比較すると、ライトブルーが550または600ドルで、ライトパープルが150または500ドル、180または450ドルとなる。
また、オレンジは900ドルの費用でライトブルーのホテルと同額のレンタル料が取れる家9軒が建つ。
その状態から1度誰かが止まるとすぐにホテルにまで増築可能である。
ダークブルーは1,000ドル使って家を5軒建設すれば、家が3軒あるほうの土地では1,000ドルを越えるレンタル料が取れる。（パークプレース1,100ドル・ボードウォーク1,400ドル）
投資効率的にはライトブルー・オレンジ・ダークブルーの3色が有利な土地であるといえる。

## 参考資料
- アスキー・ボードゲーム・アソシエイション 『モノポリーにものすごく強くなる本』 ビジネス・アスキー、1990年
- 百田郁夫 『世界チャンピオンが教えるモノポリー—ゲーム入門から高等戦術まで』 ネスコ、1990年
- 『ザ・モノポリーゲーム2 完全ガイド』 アスペクト、1995年